# Carl-Ebbe Andersen
Carl-Ebbe Andersen, danski veslač, * 19. januar 1929, Roskilde, Danska, † 14. junij 2009, Roskilde.
Henriksen je za Dansko nastopil na Poletnih olimpijskih igrah 1948 v Londonu kot krmar danskega dvojca s krmarjem in osvojil zlato medaljo.